# Río Avonmore
El río Avonmore (en irlandés: Abhainn Mór, que significa "río grande"), también conocido como Abhainn Dé (también deletreado Abhainn Dea) fluye desde el lago Dan en los montes Wicklow al oeste de Roundwood. Fluye generalmente hacia el sur durante unos 30 kilómetros antes de unirse al Avonbeg en el Encuentro de las Aguas para formar el río Avoca, que a su vez desemboca en el Mar de Irlanda en Arklow. Desde la fuente hasta el mar, el río se mantiene en East Wicklow.
Aguas abajo del lago Dan el Avonmore llega al pueblo de Annamoe donde es cruzado por la carretera R755 regional. A partir de ahí se desciende a Laragh y hacia abajo por un valle muy boscoso hasta Rathdrum. Cerca de Rathdrum pasa por los terrenos de Avondale House, antigua residencia de Charles Stewart Parnell. 